# Burkal Sogn
Burkal Sogn er et sogn i Aabenraa Provsti (Haderslev Stift).
Burkal Sogn hørte til Slogs Herred i Tønder Amt. Burkal sognekommune blev ved kommunalreformen i 1970 indlemmet i Tinglev Kommune, der ved strukturreformen i 2007 indgik i Aabenraa Kommune.
I Burkal Sogn ligger Burkal Kirke.
I sognet findes følgende autoriserede stednavne:
- Bov (bebyggelse, ejerlav)
- Burkal (bebyggelse, ejerlav)
- Bylderup-Bov (bebyggelse)
- Grøngård Mark (bebyggelse)
- Jyndevad Mark (bebyggelse)
- Kværnholt (bebyggelse)
- Lille Jyndevad (bebyggelse)
- Lillestrøm (vandareal)
- Lund (bebyggelse, ejerlav)
- Lund Mark (bebyggelse)
- Lydersholm (bebyggelse, ejerlav)
- Nolde (bebyggelse, ejerlav)
- Nolde Mark (bebyggelse)
- Rens (bebyggelse, ejerlav)
- Rens Mark (bebyggelse)
- Saksborg (bebyggelse)
- Stade (bebyggelse, ejerlav)
- Stade Mark (bebyggelse)
- Stemmild (bebyggelse, ejerlav)
- Store Jyndevad (bebyggelse)
- Vrågård (landbrugsejendom)
- Åbøl (bebyggelse)

## Afstemningsresultat
Folkeafstemningen ved Genforeningen i 1920 gav i Burkal Sogn 445 stemmer for Danmark, 442 for Tyskland. Af vælgerne var 65 tilrejst fra Danmark, 107 fra Tyskland. 